# Landtagswahlkreis Köln VI
Der Landtagswahlkreis Köln VI ist ein Landtagswahlkreis in Köln in Nordrhein-Westfalen. Er besteht aus Teilen der Stadtbezirke Kalk (Höhenberg, Humboldt/Gremberg, Kalk, Neubrück, Ostheim und Vingst) und Innenstadt (Altstadt-Nord, Altstadt-Süd, Neustadt-Nord und Deutz).
Der Wahlkreis wurde zur Landtagswahl 2005 neu gebildet. Zuvor umfasste der Wahlkreis Köln VI noch den Stadtbezirk Porz. Kalk bildete den Landtagswahlkreis Köln V, die Innenstadt den Landtagswahlkreis Köln I.
Zur Landtagswahl 2022 wurde der Wahlkreis um den Stadtteil 101 (Altstadt-Süd) erweitert, der zuvor zum Wahlkreis Köln I gehörte.

## Landtagswahl 2022
Die Landtagswahl in Nordrhein-Westfalen 2022 fand am Sonntag, dem 15. Mai 2022, statt.
| Gegenstand der Nachweisung | Gegenstand der Nachweisung | Erst- stimmen | Erst- stimmen | Zweit- stimmen | Zweit- stimmen |
| Bewerber                   | Partei                     | Anzahl        | %             | Anzahl         | %              |
| -------------------------- | -------------------------- | ------------- | ------------- | -------------- | -------------- |
| Wahlberechtigte            | Wahlberechtigte            | 112 793       | 100           | 112 793        | 100            |
| Wähler                     | Wähler                     | 60 950        | 54            | 60 950         | 54             |
| Ungültige Stimmen          | Ungültige Stimmen          | 526           | 0,9           | 267            | 0,4            |
| Gültige Stimmen            | Gültige Stimmen            | 60 424        | 100           | 60 683         | 100            |
| davon                      |                            |               |               |                |                |
| Ursula Heinen-Esser        | CDU                        | 8 758         | 14,5          | 11 013         | 18,1           |
| Florian Schuster           | SPD                        | 15 847        | 26,2          | 13 537         | 22,3           |
| Marc Urmetzer              | FDP                        | 4 409         | 7,3           | 3 996          | 6,6            |
| Stephan Boyens             | AfD                        | 2 196         | 3,6           | 2 036          | 3,4            |
| Berivan Aymaz              | GRÜNE                      | 22 364        | 37            | 21 205         | 34,9           |
| Kalle Gerigk               | DIE LINKE                  | 3 155         | 5,2           | 3 197          | 5,3            |
|                            | PIRATEN                    | –             | –             | 154            | 0,3            |
| Sabine Kader               | Die PARTEI                 | 1 695         | 2,8           | 1 038          | 1,7            |
|                            | FREIE WÄHLER               | –             | –             | 279            | 0,5            |
|                            | BIG                        | –             | –             | 49             | 0,1            |
|                            | ÖDP                        | –             | –             | 116            | 0,2            |
|                            | Volksabstimmung            | –             | –             | 44             | 0,1            |
| Elisabeth Höchstl          | MLPD                       | 155           | 0,3           | 85             | 0,1            |
|                            | DIE VIOLETTEN              | –             | –             | 29             | 0              |
|                            | Gesundheitsforschung       | –             | –             | 40             | 0,1            |
|                            | ZENTRUM                    | –             | –             | 25             | 0              |
|                            | DKP                        | –             | –             | 43             | 0,1            |
|                            | dieBasis                   | –             | –             | 401            | 0,7            |
|                            | DSP                        | –             | –             | 27             | 0              |
|                            | du.                        | –             | –             | 292            | 0,5            |
|                            | LIEBE                      | –             | –             | 59             | 0,1            |
|                            | FAMILIE                    | –             | –             | 47             | 0,1            |
|                            | neo                        | –             | –             | 21             | 0              |
|                            | Die Humanisten             | –             | –             | 139            | 0,2            |
|                            | PdF                        | –             | –             | 91             | 0,1            |
|                            | LfK                        | –             | –             | 82             | 0,1            |
|                            | Tierschutzpartei           | –             | –             | 573            | 0,9            |
|                            | Team Todenhöfer            | –             | –             | 192            | 0,3            |
| Bettina Wolff              | Volt                       | 1 657         | 2,7           | 1 873          | 3,1            |
| Nartin Josef Przybylski    | Zukunft NRW                | 188           | 0,3           | –              | –              |

## Landtagswahl 2017
Zur Landtagswahl am 14. Mai 2017 waren 92.371 Bürger wahlberechtigt. Die Wahlbeteiligung lag bei 60,04 %. Die endgültigen Ergebnisse lauten:
| Direktkandidat             | Partei     | Erststimmen in % | Zweitstimmen in % |
| -------------------------- | ---------- | ---------------- | ----------------- |
| Susana dos Santos Herrmann | SPD        | 32,08            | 28,60             |
| Serap Güler                | CDU        | 26,46            | 22,34             |
| Berivan Aymaz              | GRÜNE      | 12,87            | 13,41             |
| Gerd Kaspar                | FDP        | 8,90             | 12,30             |
| Ingo Luff                  | PIRATEN    | 1,41             | 1,12              |
| Karl-Heinz Gerigk          | LINKE      | 9,91             | 10,83             |
| Sabine Kader               | Die Partei | 2,55             | 1,83              |
| Günter Witzmann            | AfD        | 5,83             | 6,06              |
| –                          | Übrige     | –                | 3,47              |

Neben der direkt gewählten Abgeordneten Susana Dos Santos Herrmann (SPD), die dem langjährigen Wahlkreisabgeordneten Stephan Gatter nachfolgte, der nach 17 Jahren Parlamentszugehörigkeit nicht mehr kandidierte, wurde die Kandidatin der Grünen Berivan Aymaz über die Landesliste ihrer Partei gewählt. Die bisherige CDU-Landtagsabgeordnete Serap Güler, die fünf Jahre zuvor im Landtagswahlkreis Köln VII kandidiert hatte, verpasste trotz ihres Landeslistenplatzes sechs den Wiedereinzug in den Landtag, weil die CDU-Landesliste aufgrund der hohen Zahl an CDU-Direktmandaten überhaupt nicht zog. Sie wurde jedoch zur Staatssekretärin im Kabinett Laschet gewählt.

## Landtagswahl  2012
Wahlberechtigt waren 90.755 Einwohner. Die Wahlbeteiligung lag bei 54,5 %
| Direktkandidat      | Partei         | Erststimmen in % | Zweitstimmen in % |
| ------------------- | -------------- | ---------------- | ----------------- |
| Ursula Heinen-Esser | CDU            | 21,2             | 16,2              |
| Stephan Gatter      | SPD            | 39,1             | 35,6              |
| Arif Ünal           | GRÜNE          | 20,3             | 21,5              |
| Lorenz Deutsch      | FDP            | 4,8              | 8,5               |
| H.P. Fischer        | LINKE          | 4,3              | 4,5               |
| Thomas Hegenbarth   | PIRATEN        | 8,8              | 9,0               |
| Alfred Jansen       | Die Partei     | 1,1              | 0,7               |
| Werner Peters       | Einzelbewerber | 0,4              | -                 |
| David Faku          | BüSo           | 0,0              | -                 |

## Landtagswahl 2010
Wahlberechtigt waren 89.350 Einwohner. Die Wahlbeteiligung lag bei 55,2 %
| Direktkandidat  | Partei   | Erststimmen in % | Zweitstimmen in % |
| --------------- | -------- | ---------------- | ----------------- |
| Efkan Kara      | CDU      | 24,0             | 22,9              |
| Stephan Gatter  | SPD      | 37,3             | 31,9              |
| Arif Ünal       | GRÜNE    | 20,1             | 22,7              |
| Stefanie Ruffen | FDP      | 5,5              | 6,2               |
| Günter Bell     | LINKE    | 7,3              | 8,2               |
| Markus Wiener   | Pro NRW  | 3,0              | 2,5               |
| Simon Rabente   | Piraten  | 2,5              | 2,3               |
| Marcel Krajak   | BüSo     | 0,3              | 0,1               |
| -               | Sonstige | -                | 3,1               |

## Landtagswahl 2005
Wahlberechtigt waren 87.077 Einwohner. Die Wahlbeteiligung lag bei 55,7 %
| Direktkandidat             | Partei | Stimmen in % |
| -------------------------- | ------ | ------------ |
| Stephan Gatter             | SPD    | 39,7         |
| Birgit Maria Gordes        | CDU    | 30,6         |
| Elisabeth Thelen           | GRÜNE  | 15,5         |
| Stefanie Ruffen            | FDP    | 6,8          |
| Peter-Christian Löwisch    | WASG   | 2,1          |
| Andrea Kostolnik           | PDS    | 1,8          |
| Louis-Ferdinand Jägersberg | GRAUE  | 1,4          |
| Bruno Kirchner             | NPD    | 1,3          |
| Michael Felgenheuer        | REP    | 0,6          |
| Erwin Kürten               | BüSo   | 0,2          |